# Coelogyne leungiana
Coelogyne leungiana är en orkidéart som beskrevs av Shiu Ying Hu.
Coelogyne leungiana ingår i släktet Coelogyne och familjen orkidéer. Artens utbredningsområde är Hongkong (Kina). Inga underarter finns listade i Catalogue of Life.